# 지나 리 놀린
지나 리 놀린(Gena Lee Nolin, 1971년 11월 29일 ~ )은 미국의 배우이다.

## 출연 작품
- 킬링 하셀호프 (2016)
- 베이워치 (2003)
- SOS 해상 구조대 (1989)